# Базилика Святых Сильвестра и Мартина

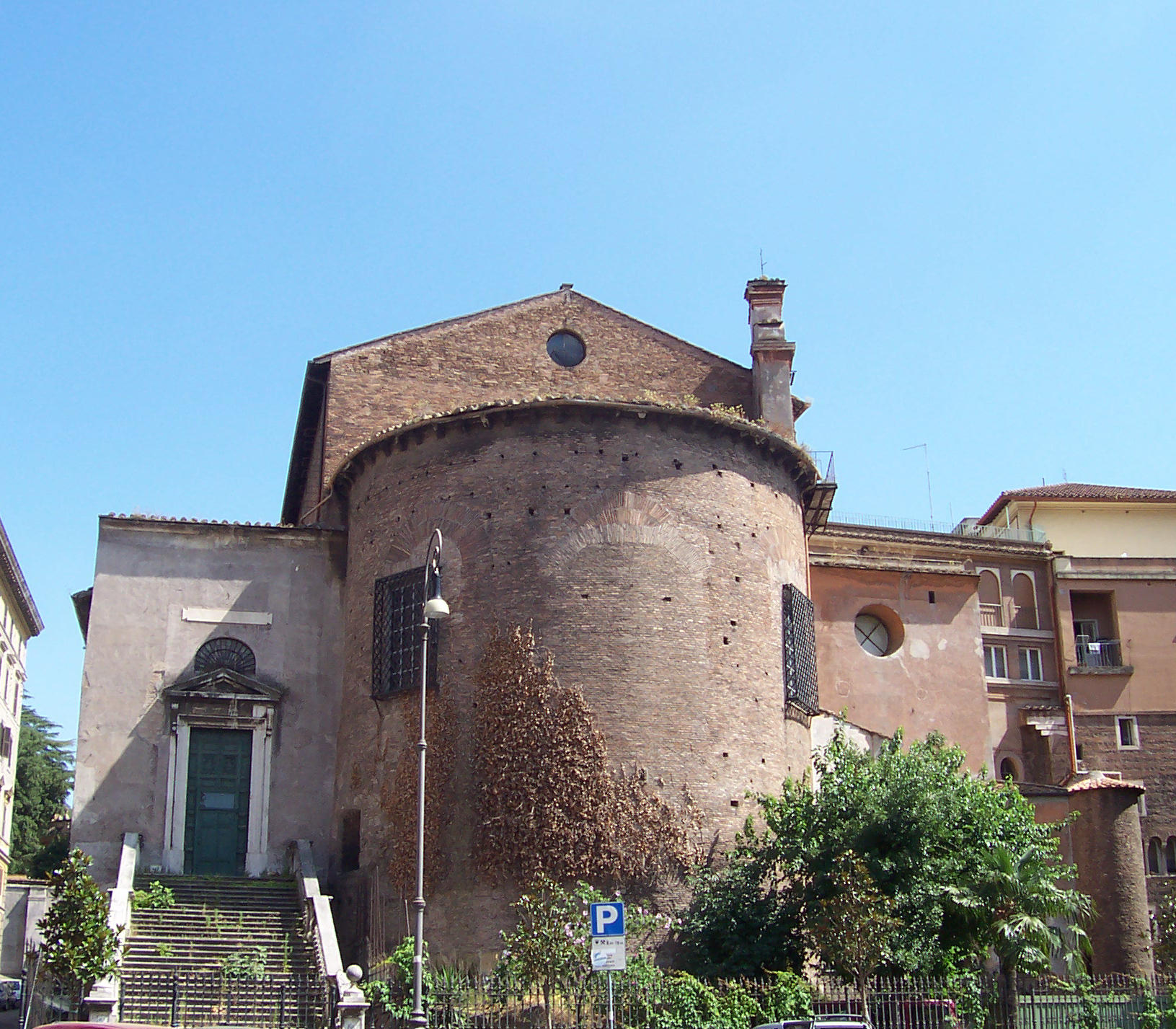
Восточная абсида Сан-Мартино-ай-Монти

Базилика Святых Сильвестра и Мартина или Санти-Сильвестро-э-Мартино-ай-Монти (итал. Santi Silvestro e Martino ai Monti) — малая базилика, титулярная церковь, посвящённая святым Сильвестру и Мартину и расположенная в Монти, районе Рима. Обычно используется наименование Сан-Мартино-ай-Монти.
Известно, что церковь основана епископом Рима Сильвестром, впервые упоминается в 324 году, то есть начало строительство датируется 314—324 гг… С тех пор храм неоднократно перестраивался. Так, мозаика с изображением Девы Марии и Сильвестра датируется VI веком. Также известны реконструкции Адриана I в 772 году и Сергия II 845 году. Современный барочный вид базилика получила лишь в XVII веке.
В церкви хранится серебряная лампада, созданная из тиары святого Сильвестра. Под алтарём находятся мощи святых мучеников Артемия, Павлины и Сисиния, перемещённые из катакомбы Присциллы. Также в базилике захоронен Франциск Паоли.
С 20 ноября 2010 года кардинал-священник церкви — архиепископ Варшавы Казимеж Ныч. Интересно, что его предшественниками были такие личности, как кардинал Алонсо II де ла Куэва, а также будущие Папы Пий XI и Павел VI.